# 대한민국 형사소송법 제230조
대한민국 형사소송법 제230조는 고소기간에 대한 형사소송법의 조문이다.

## 조문
제230조(고소기간) ① 친고죄에 대하여는 범인을 알게 된 날로부터 6월을 경과하면 고소하지 못한다. 단, 고소할 수 없는 불가항력의 사유가 있는 때에는 그 사유가 없어진 날로부터 기산한다.
 ② 삭제 <2013.4.5>

## 참고 문헌
- 손동권 신이철, 새로운 형사소송법(초판, 2013), 세창, 2013. ISBN 9788984114081